# Keys (Magazin)
Keys (Eigenschreibweise: KEYS) war eine deutsche Fachzeitschrift für Musikproduktion, die zwischen 1989 und 2024 im monatlichen Rhythmus erschien. Mit der Ausgabe 7/2014 bestand das Magazin seit 25 Jahren.
Auf ihrer Website und auf der jeder Ausgabe beiliegenden DVD hielt die Zeitschrift u. a. Audio-Software, Audio-, Video- und MIDI-Beispiele sowie eine große Auswahl an Samples bereit. Im Magazin-Teil wurden Interviews mit erfolgreichen Musikern, Musikproduzenten und Tontechnikern veröffentlicht. Ein Großteil des Hefts wurde von Tests zu Software, Synthesizern, Mikrofonen, Sample Libraries und Studiohardware sowie weiteren Produkten aus den Bereichen Musikproduktion und Tontechnik eingenommen. Im anschließenden Praxisteil fanden sich Workshops zu verschiedenen Software-Sequencern und zu der Produktion elektronischer Musik (Techno, Eurodance, …), sowie allgemeinen tontechnischen Themen. Kernthema eines jeden Heftes machte ein großes Special aus (z. B. zum Thema Sampling, Plattenfirma usw.), das auf der Umschlagseite ersichtlich war. Darüber hinaus gab es eine Möglichkeit zum Veröffentlichen eigener Anzeigen.
Neben zwölf Ausgaben pro Jahr erschienen auch Sonderhefte von KEYS, die oftmals eine Sammlung vergangener Artikel darstellten und in vielen Fällen Software-Vollversionen auf der beiliegenden DVD anboten. Thematisch verwandte Bücher bei PPVMEDIEN erschienen zudem mit dem Beinamen „powered by KEYS“.
Der Redaktionsbetrieb wurde zum 1. März 2024 bis auf Weiteres eingestellt. Der Verlag PPVMedien hatte zuvor, im Januar 2024 Insolvenz anmelden müssen. 

## Ehemalige Redakteure und Mitarbeiter
- Sascha Beckmann
- Jan Bruhnke
- Albrecht Pilz
- Peter Schlossnagel (Chefredakteur)
- Anselm Rößler (Chefredakteur, später Herausgeber)
- Ulf Kaiser
- Ingo Gebhardt (Chefredakteur)
- Frank Mischkowski (Chefredakteur)
- Wolf-Ulrich Schnurr
- Ralf Wilke
- Mark Ziebarth